# Таунусштайн
Таунусштайн (нем. Taunusstein) — город в Германии, в земле Гессен. Подчинён административному округу Дармштадт. Входит в состав района Райнгау-Таунус.  Население составляет 28 963 человека (на 31 декабря 2010 года). Занимает площадь 67,03 км². Официальный код — 06 4 39 015.
Город подразделяется на 10 городских районов.

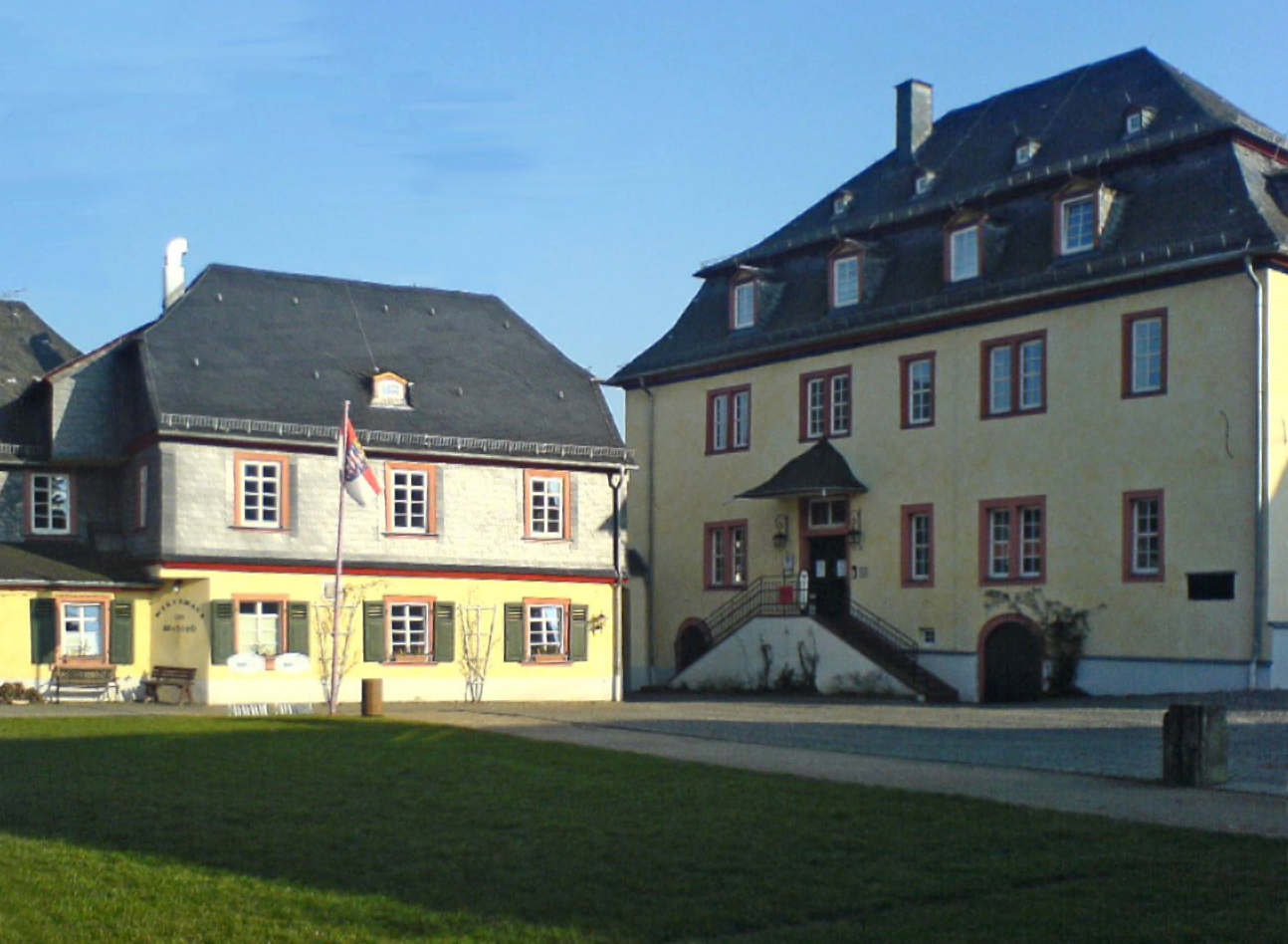
Таунусштайн